# 趙国安
趙 国安（ちょう こくあん、生没年不詳）は、モンゴル帝国に仕えた武将で、チャガタイ家に仕えて陝西・四川方面の進出に大きな功績を残したアンチュルの息子の一人。モンゴル名はテムルで、『元史』では帖木児（tièmùér）と漢字表記される。

## 概要
趙国安の前半生については不明な点が多いが、兄の趙国宝が亡くなった時、その息子の趙世栄がまだ幼かったために趙国宝の地位を継承して蒙古漢軍元帥・兼文州吐蕃万戸府ダルガチとなった。 さらに兄の辺境平定の功績を加味して金虎符を与えられ、昭勇台将軍とされた。
至元15年（1278年）、安西王マンガラがシリギの乱討伐のため北上した隙を狙って六盤山で挙兵した南平王トゥクルクの反乱を鎮圧する功績を挙げた。その後、趙世栄が十分に成長したため、趙国安は自らの地位を譲ることをクビライに請うた。そこでクビライは「常人は地位を巡って争うというのに、汝は自ら地位を譲るという。地位を巡って争う世間の悪風を改めうる殊勝な態度である」と述べ、六盤山でのトゥクルク討伐の功績を加味して無官となった趙国安を昭毅大将軍・招討使に任じた。
以後、趙国安は拠点を移して重慶を鎮撫したが、間もなく亡くなった。趙国安の子係についての記録は残っていない。

## オングト部アンチュル家
- 征行大元帥アンチュル（Ančul ＞按竺邇,ànzhúĕr）
  - 征行元帥チェリク（Čelig ＞徹理,chèlǐ）
    - 征行元帥ボロト・カダ（Bolod qada ＞歩魯合荅,bùlŭhédá）
      - 管軍千戸マング・ブカ（Manγu buqa ＞忙古不花,mánggŭbùhuā）

  - 元帥兼文州吐蕃万戸達魯花赤ヒジル（趙国宝）（zhàoguóbǎo）
    - 吐蕃宣慰使議事都元帥ノカイ（趙世栄）（Noqai ＞那懐,nàhuái/zhàoshìróng）
    - 趙世延（zhàoshìyán）
      - 黄州路総管イェスデイ（Yesüdei ＞野峻台,yĕjùntái）
      - 江浙行省理問官オルク（Örüg ＞月魯,yuèlŭ）
      - 夔州路総管バイク（Baiqu ＞伯忽,bǎihū）

  - 昭毅大将軍・招討使テムル（趙国安）（Temür ＞帖木児,tièmùér/zhàoguóān）
  - 趙国能（zhàoguónéng）